# Sistema Rota
El sistema rota, de la palabra del antiguo eslavo eclesiástico para "escalera", fue un sistema de sucesión colateral practicado (aunque imperfectamente) en la Rus de Kiev, así como en el infantazgo y a principios de la Rusia moscovita, donde el trono no se pasaba de forma linear de padre a hijo, sino lateralmente de hermano a hermano (usualmente hasta el cuarto hermano) y luego al hijo mayor del hermano mayor que ha ocupado el trono. El sistema fue racionalizado por Yaroslav I el Sabio, quien asignó a cada uno de sus hijos un principado basándose en una jerarquía, aunque el sistema precede a su reino y también fue usado entre los nórdicos en las islas británicas.
Cuando el Gran Príncipe moría, el siguiente príncipe de más alta jerarquía se trasladaba a Kiev y los otros al principado siguiente en la escalera. Solo aquellos príncipes cuyos padres habían ocupado el trono eran elegibles para ocupar la rota; aquellos cuyo padre había muerto antes que su abuelo eran conocidos como izgoi, príncipes "excluidos" o "huérfanos".
Serguéi Soloviov fue el primero en registrar el concepto, y fue luego resumido por Vasili Kliuchevski, pero en los años siguientes el sistema rota estructurado e institucionalizado que presentaban ha sido puesto en duda por algunos, quienes dudan que existiera algún sistema de sucesión en Kiev. Académicos como Sergeevich y Budovnitz sostienen que las interminables guerras fratricidas entre los príncipes de Kiev indican una falta total de cualquier sistema de sucesión establecido. Otros han modificado el sistema sin abandonarlo completamente, como such as A. D. Stokes, quien niega que haya habido una jerarquización geográfica de los principados, aunque sí una jerarquía entre los príncipes. Janet Martin argumenta que el sistema, en realidad, funcionó. Sostiene que las guerras entre príncipes no fueron una falla del sistema, sino el perfeccionamiento del sistema a medida que la dinastía aumentaba en tamaño y las relaciones se volvían más complcadas. Cada nuevo brote de violencia traía un nuevo problema en vez resolver viejas disputas.
El sistema rota fue modificado por el consejo principesco celebrado en Liubech, Chernígov (norte de Ucrania) en 1097. Algunas tierras fueron concedidas como tierras patrimoniales, es decir, tierras heredadas fuera del sistema rota. El príncipe heredero no perdía estas tierras cuando el trono de Kiev quedaba vacío, y sirvieron como centros para principados semiindependientes en los últimos siglos de la Rus de Kiev, llevando a algunos historiadores a sostener que la Rus dejó de ser un estado unificado. Luego de esta conferencia, el sistema rota continuó funcionando sin los principados patrimoniales al menos hasta la invasión mongola. Este sistema siguió controlando la sucesión en Kiev luego de 1113 y hasta la invasión mongola.
En algunos aspectos, el sistema rota sobrevivió luego de la Rus de Kiev por más de un siglo. La guerra civil moscovita (1425-1453) entre Basilio II de Moscú y Dmitri Shemiaka tuvo que ver mucho con este tema. El padre de Shemiaka, Yuri de Zvenígorod, afirmaba que él era el sucesor por derecho al principado de Vladímir, por sucesión colateral. Sin embargo, el hermano mayor de Yuri, Basilio I, había pasado el trono a su hijo Basilio II. Dmitri y sus hermanos continuaron presionando a su padre y reclamando su derecho al trono, llevando a una guerra abierta entre Basilio II y Shemiaka, lo que terminó con la ceguera y una breve expulsión de Basilio II y al asesinato por envenenamiento de Dmitri en Nóvgorod en 1453. Incluso antes de comenzada la guerra civil, el padre de Basilio I, Dmitri Donskói, había pasado el trono mediante un testamento que prevalecía la sucesión linear en vez de la sucesión colateral, pero este asunto no salió a la luz hasta luego de la muerte de Basilio porque él era el mayor de su generación y por ende era el sucesor por derecho, tan por sucesión linear como colateral. Por lo tanto, fue solo con Basilio II que los príncipes moscovitas lograron finalmente romper la larga tradición de sucesión colateral y establecer un sistema de sucesión linear al trono moscovita. De este modo se mantuvo el poder en Moscú, en vez que pasarse a otros príncipes en otras ciudades.